# Valrhona
Valrhona är ett franskt företag som tillverkar och marknadsför chokladprodukter. Valrhona grundades av den franske konditorn Monsieur Guironnet 1922 i den lilla staden Tain-l'Hermitage i Hermitage, ett vindistrikt nära Lyon, Frankrike. 
Valrhona har fem dotterföretag och 60 lokala distributörer runtom i världen. Valrhona är idag en av de största producenterna av choklad i världen. Företaget bibehåller också École du Grand Chocolat, en skola för professionella kockar med fokus på chokladbaserade rätter och bakelser.